# Director general (España)
En España, la posición de director general es una figura tradicional en la Administración Pública desde el siglo XVIII, sobre todo en el Ministerio de Hacienda, y que se expandió en el siglo XIX al resto de los departamentos gubernamentales.
Los directores generales son nombrados y separados por Real Decreto del Consejo de Ministros a propuesta del titular del Ministerio del que dependan o, en su caso, del presidente del Gobierno.
Los nombramientos se efectúan entre funcionarios de carrera del Estado, de las comunidades autónomas o de las entidades locales, salvo que el Real Decreto de estructura permita que, en atención a las características específicas de las funciones de la Dirección General, su titular no reúna dicha condición de funcionario, debiendo motivarse mediante memoria razonada la concurrencia de las especiales características que justifiquen esa circunstancia excepcional. En todo caso, al tener la condición de alto cargo debe reunir los requisitos de idoneidad establecidos en la Ley reguladora del ejercicio del alto cargo de la Administración General del Estado.
Asimismo, desde la entrada en vigor del Real Decreto-ley 6/2023, de 19 de diciembre, también pueden ser nombrados como tal aquellos que, teniendo los requisitos mencionados, se encuentren en la condición de jubilado.

## Competencias
Según el artículo 66 de la Ley de Régimen Jurídico del Sector Público de 2015, los directores generales son los titulares de los órganos directivos encargados de la gestión de una o varias áreas funcionalmente homogéneas del Ministerio. En concreto, les compete:
- Proponer los proyectos de su Dirección general para alcanzar los objetivos establecidos por el ministro, dirigir su ejecución y controlar su adecuado cumplimiento.
- Ejercer las competencias atribuidas a la Dirección general y las que le sean desconcentradas o delegadas.
- Proponer, en los restantes casos, al Ministro o al titular del órgano del que dependa, la resolución que estime procedente sobre los asuntos que afectan al órgano directivo.
- Impulsar y supervisar las actividades que forman parte de la gestión ordinaria del órgano directivo y velar por el buen funcionamiento de los órganos y unidades dependientes y del personal integrado en los mismos.
- Las demás atribuciones que le confieran las leyes y reglamentos.

## Relacionados

### Secretario general técnico
Los secretarios generales técnicos son altos funcionarios de la Administración General del Estado que, de acuerdo con el artículo 60 de la Ley de Régimen Jurídico del Sector Público, poseen rango de directores generales y, como tales, asumen las competencias mencionadas en el apartado anterior y tienen los mismos requisitos para su nombramiento.
El artículo 65 de la mencionada ley resalta que este tipo de alto cargo depende siempre de un subsecretario y, aparte de las funciones del rango de director general, en concreto se asumen las competencias sobre servicios comunes que les atribuya el real decreto de estructura del Ministerio al que pertenezcan y, en todo caso, las relativas a producción normativa, asistencia jurídica y publicaciones.

### Subdirector general
Los subdirectores generales son una figura de la Administración que normalmente depende de un director general, un secretario general o un secretario general técnico, aunque es posible su dependencia directa de un secretario de Estado, un subsecretario o de un ministro. Son los responsables inmediatos, bajo la supervisión del director general o del titular del órgano del que dependan, de la ejecución de aquellos proyectos, objetivos o actividades que les sean asignados, así como de la gestión ordinaria de los asuntos de la competencia de la subdirección General.
Los subdirectores generales son nombrados, respetando los principios de igualdad, mérito y capacidad, y cesados por el ministro, secretario de Estado o subsecretario del que dependan. Los nombramientos se efectúan entre funcionarios de carrera del Estado, o de otras Administraciones.
Históricamente, en la Administración pública española, las Subdirecciones Generales han sido llamadas «Secciones» durante gran parte de los siglos XVIII y XIX.